# مرکوری کامیاتر
مرکوری کامیاتر (Mercury Commuter) خودرویی است که در سال‌های ۱۹۵۷ تا ۱۹۶۸تولید شده‌است. 
این خودرو در کلاس خودرو سایز بزرگ قرار گرفته، طراحی آن خودروهای موتور جلو-محور عقب بوده است. 

## نگارخانه

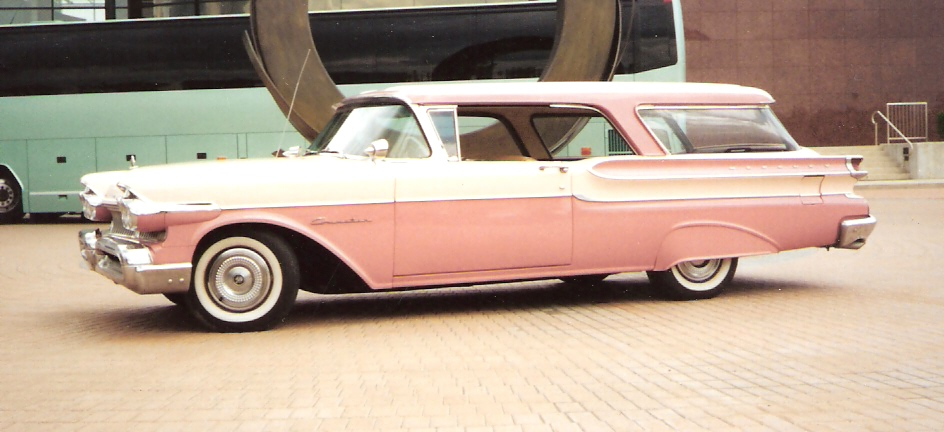
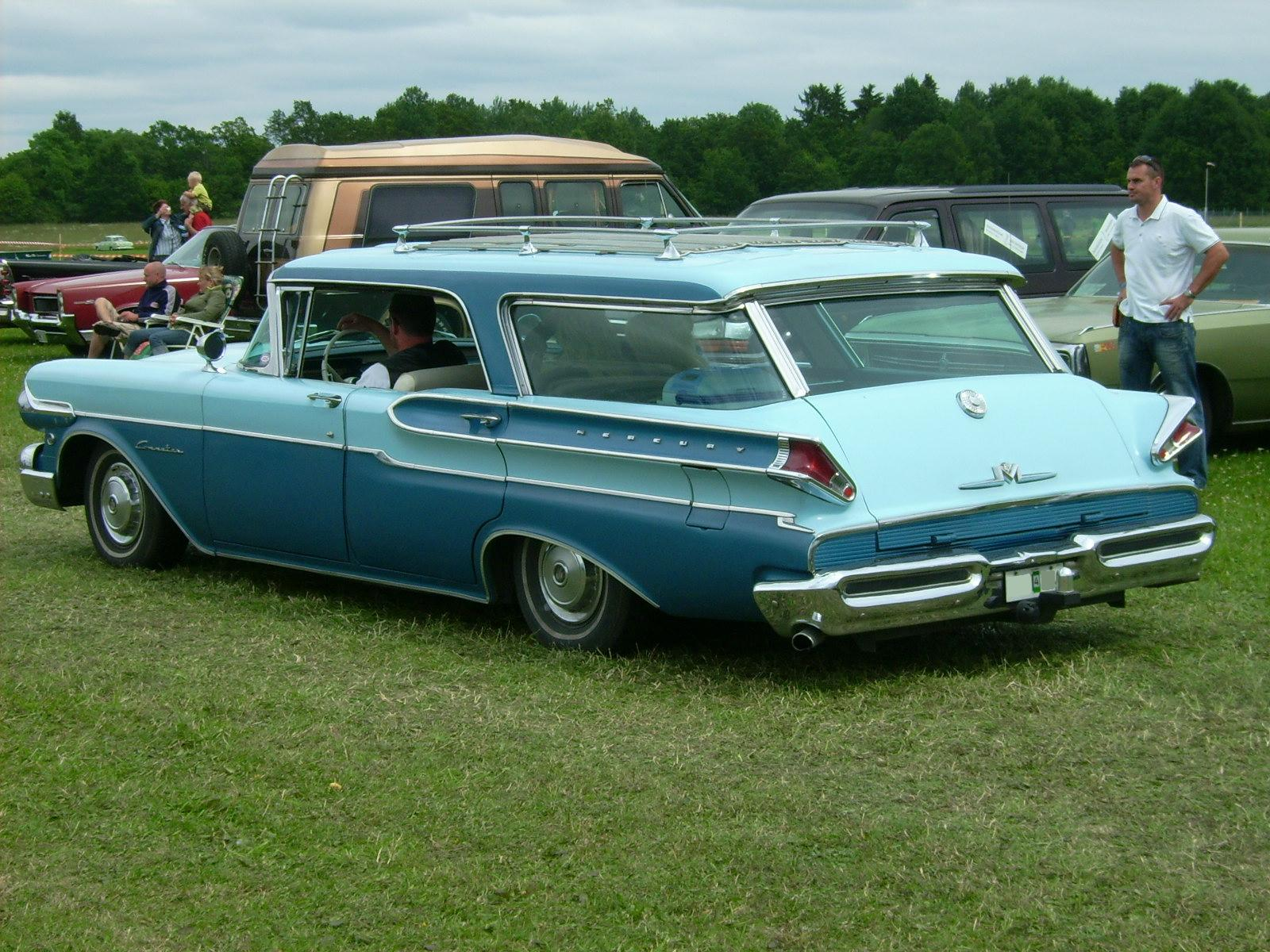